# 加藤登紀子の地球に乾杯!
加藤登紀子の地球に乾杯!（かとうときこのちきゅうにかんぱい）は、ラジオ関西で2008年4月7日から毎週月曜日19:00 - 19:30に放送されている番組である。パーソナリティは歌手の加藤登紀子と次女のYae。彼女達が取り組んでいる「鴨川自然王国」を中心に地球環境、環境問題に関するトークを繰り広げる。2022年7月4日放送分より、番組名を『登紀子とYaeの地球に乾杯!（ときことやえのちきゅうにかんぱい）』に変更。
2008年10月1日よりアール・エフ・ラジオ日本でも毎週水曜日22:30 - 23:00に放送中。
RCCラジオでも放送されていたが、2010年3月限りで打ち切られた。